# Plymouth (New York)
Plymouth è un comune degli Stati Uniti d'America, situato nello Stato di New York, nella contea di Chenango.